# Complexidade especificada
A complexidade especificada é um argumento proposto por William Dembski e usado por ele e outros para promover a pseudociência do design inteligente. De acordo com Dembski, o conceito tem a intenção de formalizar uma propriedade que destaque padrões que sejam tanto específicos quanto complexos. Dembski defende que a complexidade especificada é uma ferramenta confiável para identificar sinais de design realizado por um designer inteligente, um princípio central do design inteligente que Dembski defende em oposição à teoria da evolução moderna. O conceito de complexidade especificada é amplamente considerado matematicamente frágil e até hoje não foi utilizado como base para trabalhos independentes posteriores, seja  nas áreas da teoria da informação, teoria da complexidade, ou na biologia. A complexidade especificada é um dos dois principais argumentos utilizados pelos defensores do design inteligente, sendo o outro a complexidade irredutível.
De acordo com a terminologia de Dembski, um padrão especificado é um que admite descrições curtas, e um padrão complexo é um que seja muito improvável de ocorrer ao acaso. Dembski argumenta que é impossível que a complexidade especificada exista em padrões desenvolvidos por configurações formadas somente por processos não guiados. Portanto, afirma Dembski, o fato de que padrões de complexidade especificada possam ser encontrados em seres vivos indica algum tipo de orientação em sua formação, e consequentemente um indicativo de inteligência. Dembski também argumenta que se pode rigorosamente demonstrar, aplicando-se os teoremas "não existe almoço grátis" a incapacidade dos algoritmos evolutivos em selecionar ou gerar configurações de grande complexidade especificada.
Na literatura do design inteligente, um agente inteligente é um que escolhe entre possibilidades diferentes e que, por meios e métodos sobrenaturais, causou o surgimento da vida. A complexidade especificada é o que Dembski define como um "filtro explanatório" que pode reconhecer design ao detectar informações complexas especificadas (ICE). O filtro é baseado na premissa de que as categorias de regularidade, acaso, e design são, de acordo com Dembski, "mutuamente exclusivas e exaustivas". A informação complexa especificada detecta design porque ela detecta o que caracteriza uma atividade inteligente; ela detecta a realização de uma entre várias possibilidades concorrentes.
Um estudo realizado por Wesley Elsberry e Jeffrey Shallit afirma que "o trabalho de Dembski é cheio de inconsistências, equivocações, uso falho da matemática, fraca qualidade acadêmica, e interpretações equivocadas dos resultados de outros". Outra objeção menciona os cálculos de probabilidade de Dembski. De acordo com Martin Nowak, um professor de matemática e biologia evolutiva da universidade de Harvard. "Nós não podemos calcular a probabilidade do surgimento do olho. Nós não possuímos a informação para fazer os cálculos".Críticos também rejeitam a aplicação da complexidade especificada para inferir design como um argumento da ignorância.

## Definição

### Emprego original do termo por Orgel
O termo "complexidade especificada" foi cunhado originalmente pelo pesquisador da origem da vida Leslie Orgel para denotar o que distingue as coisas vivas das não vivas:
Em resumo, os organismos vivos se distinguem por sua complexidade especificada. Os cristais usualmente são tomados como protótipos de estruturas simples bem especificadas, porque elas consistem de uma quantidade muito grande de moléculas idênticas agrupadas de maneira uniforme. Pedaços de granito ou misturas aleatórias de polímeros são exemplos de estruturas que são complexas mas não especificadas. Os cristais não se qualificam como vivos porque lhes falta complexidade; as misturas de polímeros não se qualificam porque lhes falta especificidade.
O termo foi posteriormente empregado pelo físico Paul Davies de maneira similar:
Os organismos vivos são misteriosos não devido à sua complexidade por si só, mas devido à sua complexidade altamente especificada

### A definição de Dembski
Para Dembski, a complexidade especificada é uma propriedade que pode ser observada nas coisas vivas. Porém, enquanto Orgel usou o termo para se referir a características biológicas que na ciência se considera que tenham surgido através de um processo de evolução, Dembski diz que ela descreve características que não podem se formar através de evolução "não guiada" — e conclui que isso permite inferir design inteligente. Enquanto Orgel empregou o conceito de maneira qualitativa, o uso de Dembski pretende ser quantitativo. O uso do conceito por Dembski remonta à sua monografia de 1998 intitulada The Design Inference. A complexidade especificada é fundamental à sua abordagem do design inteligente, e cada um de seus livros subsequentes também tratou substancialmente do assunto. Ele declarou que, em sua opinião, "se houver uma maneira de detectar design, complexidade especificada é ela."
Dembski afirma que a complexidade especificada está presente em uma configuração quando ela pode ser descrita por um padrão que apresenta uma grande quantidade de informação independentemente especificada e que também é complexa, o que ele define como tendo uma baixa probabilidade de ocorrência. Ele fornece os seguintes exemplos para demonstrar o conceito: "Uma única letra do alfabeto é especificada sem ser complexa. Uma longa frase de letras aleatórias é complexa sem ser especificada. Um soneto de Shakespeare é simultaneamente complexo e especificado."
Em seus artigos anteriores Dembski definiu informação complexa especificada (ICE) como estando presente em um evento especificado cuja probabilidade não excedesse 1 em 10150, o que ele chama de limite probabilístico universal. Nesse contexto, "especificado" significava o que em trabalhos posteriores ele chamou de "pré-especificado", isto é, especificado antes que qualquer informação sobre o resultado seja conhecida. O valor do limite probabilístico universal corresponde ao inverso do limite superior do "número total de eventos especificados [possíveis] ao longo de toda a história cósmica", tal como calculado por Dembski. Qualquer coisa abaixo desse limite tem ICE. Os termos "complexidade especificada" e "informação complexa especificada" são empregadas indiferentemente. Em artigos mais recentes Dembski redefiniu o limite probabilístico universal com referência a outro número, correspondente ao número total de operações de bits que possivelmente foram executadas por toda a história do universo.
Dembski afirma que a ICE existe em numerosas características das coisas vivas, tais como o DNA e outras moléculas biológicas fundamentais, e argumenta que ela não pode ser gerada somente pelos mecanismos naturais conhecidos das leis físicas e do acaso, ou por sua combinação. Ele argumenta que isto ocorre porque as leis só podem deslocar ou perder informação, mas não produzi-la, e o acaso pode produzir informação não especificada complexa ou informação especificada simples, mas não ICE; ele fornece uma análise matemática que ele alega demonstrar que as leis e o acaso trabalhando juntos tampouco podem gerar ICE. Além disso, ele alega que a ICE é holística, com o todo sendo maior que a soma das partes, e que isto decisivamente elimina a evolução darwiniana como um meio possível de sua criação. Dembski defende que pelo processo de eliminação, a ICE é melhor explicada como sendo devida a uma inteligência, e é portanto um indicativo confiável de design.

## Lei da conservação da informação
Dembski formula e propõe uma lei da conservação da informação nos seguintes termos:

Esta forte alegação proibitiva, de que as causas naturais só podem transmitir ICE mas nunca originá-la, eu chamarei de Lei da Conservação da Informação.
Corolários imediatos da lei proposta são os seguintes:
1. A complexidade especificada de um sistema fechado de causas naturais permanece constante ou diminui.
2. A complexidade especificada não pode ser gerada espontaneamente, originar-se endogenamente ou auto-organizar-se (tal como estes termos são usados na pesquisa sobre a origem da vida).
3. A complexidade especificada em um sistema fechado de causas naturais ou esteve no sistema eternamente ou em algum ponto foi adicionada exogenamente (implicando que o sistema, embora agora fechado, não esteve sempre fechado).
4. Em particular, qualquer sistema fechado de causas naturais que também seja de duração finita recebeu qualquer complexidade especificada que ele contenha antes de se tornar um sistema fechado.

Dembski nota que o termo "Lei da Conservação da Informação" foi previamente empregado por Peter Medawar em seu livro The Limits of Science (1984) "para descrever a alegação mais fraca de que leis determinísticas não podem produzir nova informação." A validade e utilidade reais da lei proposta por Dembski são incertas; ela nem é usada amplamente pela comunidade científica nem é citada na literatura científica convencional. Um ensaio de Erik Tellgren forneceu uma refutação à lei de Dembski e conclui que ela é "matematicamente infundada".

## Especificidade
Em um artigo mais recente, Dembski fornece uma explicação que ele alega ser mais simples e estar em maior conformidade com a teoria do teste estatístico de hipóteses tal como formulada por Ronald Fisher. Em termos gerais, Dembski propõe enxergar a inferência do design como um teste estatístico para rejeitar uma hipótese aleatória P em um espaço de resultados Ω.
O teste proposto por Dembski se baseia na Complexidade de Kolmogorov de um padrão T que é exibido por um evento E que ocorreu. Matematicamente, E é um subconjunto de Ω, o padrão T especifica um conjunto de resultados em Ω e E é um subconjunto de T. Citando Dembski

Assim, o evento E poderia ser um lançamento de dado que resulta em seis e T poderia ser o evento composto consistindo de todos os lancamentos de dados que resultam numa face par.
A complexidade de Kolmogorov fornece uma medida dos recursos computacionais requeridos para especificar um padrão (tal como uma sequência de DNA ou uma sequência de caracteres alfabéticos). Dado um padrão T, o número de outros padrões que podem ter complexidade Kolmogorov não maior do que a de T é denotado por φ(T). O número φ(T) assim fornece uma graduação de padrões do mais simples ao mais complexo. Por exemplo, para um padrão T que descreve o flagelo bacteriano, Dembski alega obter o limite superior φ(T) ≤ 1020.
Dembski define a complexidade especificada do padrão T sob a hipótese aleatória P como
{\displaystyle \sigma =-\log _{2}[R\times \varphi (T)\times \operatorname {P} (T)],}
onde P(T) é a probabilidade de observar o padrão T, R é o número de "recursos replicacionais" disponíveis "para agentes testemunhantes". R corresponde mais ou menos a tentativas repetidas de criar e discernir um padrão. Dembski então afirma que R pode ser limitado a 10120. Este número é supostamente justificado por um resultado de Seth Lloyd no qual ele determina que o número de operações lógicas elementares que podem ter sido executadas no universo ao longo de toda a sua história não pode exceder 10120 operações em 1090 bits.
A alegação principal de Dembski é que o teste seguinte pode ser usado para inferir design para uma configuração: Há um padrão-alvo T que se aplica à configuração e cuja complexidade especificada exceda 1. Esta condição pode ser expressa pela inequação
{\displaystyle 10^{120}\times \varphi (T)\times \operatorname {P} (T)<{\frac {1}{2}}.}

### A explicação de Dembski para a complexidade especificada
A expressão σ de Dembski não tem relação com nenhum conceito conhecido na teoria da informação, embora ele alegue que pode justificar sua relevância deste modo: Um agente inteligente S testemunha um evento E e lhe atribui alguma classe referencial de eventos Ω e dentro desta classe referencial considera que ele satisfaz uma especificação T. Agora considere a quantidade φ(T) × P(T) (onde P é a hipótese "aleatória"): 

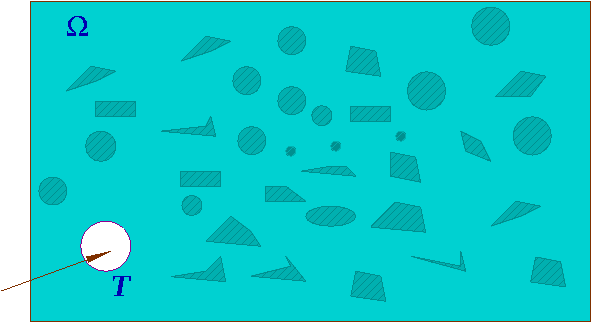
Alvos possíveis com graduação de complexidade e probabilidade que não excedem aqueles do alvo atingido T. A probabilidade da união não excede φ(T) × P(T)

Pense em S como se estivesse tentando determinar se um arqueiro, que acabou de atirar uma flecha contra um grande muro, calhou de acertar um minúsculo alvo naquele muro por acaso. A flecha, digamos, está de fato cravada exatamente neste pequeno alvo. O problema, entretanto, é que há vários outros alvos minúsculos no muro. Uma vez que todos esses outros alvos sejam contabilizados, ainda é improvável que o arqueiro pudesse acertar qualquer um deles por acaso?
Além disso, precisamos levar em conta o que eu chamo de recursos replicacionais associados a T, isto é, todas as oportunidades de produzir um evento da complexidade descritiva e da improbabilidade de T por múltiplos agentes testemunhando múltiplos eventos.

De acordo com Dembski, o número de tais "recursos replicacionais" pode ser limitado pelo "número máximo de operações de bits que o universo conhecido e observável poderia ter realizado ao longo de toda a sua história de muitos bilhões de anos", o que de acordo com Lloyd é 10120.
Entretanto, de acordo com Elsberry e Shallit, "[a complexidade especificada] não foi definida formalmente em qualquer periódico matemático com revisão por pares, nem (até onde sabemos) foi adotada por qualquer pesquisador na teoria da informação."

### O cálculo da complexidade especificada
Até agora, a única tentativa de Dembski de calcular a complexidade especificada de uma estrutura biológica de ocorrência natural está em seu livro No Free Lunch, para o flagelo bacteriano da E. coli. Esta estrutura pode ser descrita pelo padrão "propulsor bidirecional rotatório impulsionado por motor". Dembski estima que haja no máximo 1020 padrões descritos por quatro conceitos básicos ou menos, e então seu teste para o design se aplicará se
{\displaystyle \operatorname {P} (T)<{\frac {1}{2}}\times 10^{-140}.}
Todavia, Dembski diz que o cálculo preciso da probabilidade relevante "ainda deve ser feito", embora ele também alegue que alguns métodos para calcular estas probabilidades "já existem".
Estes métodos assumem que todas as partes constituintes do flagelo devem ter sido geradas completamente ao acaso, um cenário que os biólogos não consideram seriamente. Ele justifica esta abordagem apelando ao conceito de "complexidade irredutível" (CI) de Michael Behe, que o leva a assumir que o flagelo não poderia ter surgido por qualquer processo gradual ou em etapas. A validade do cálculo particular de Dembski é assim completamente dependente do conceito de CI de Behe, e portanto suscetível a suas críticas, que são muitas.
Para chegar ao limite superior de graduação de 1020 padrões, Dembski considera um padrão de especificação para o flagelo definido pela predicado (da linguagem natural) "propulsor bidirecional rotatório impulsionado por motor", que ele considera como sendo determinado por quadro conceitos básicos independentemente escolhidos. Além disso ele assume que a língua inglesa tem a capacidade de exprimir no máximo 105 conceitos básicos (um limite superior no tamanho de um dicionário). Dembski então alega que ele pode obter o limite superior aproximado de
{\displaystyle 10^{20}=10^{5}\times 10^{5}\times 10^{5}\times 10^{5}}
para o conjunto de padrões descritos por quatro conceitos básicos ou menos.
Do ponto de vista da teoria da complexidade de Kolmogorov, este cálculo é problemático. Citando Ellsberry e Shallit "A especificação em linguagem natural sem restrição, como Dembski tacitamente permite, parece problemática. Por exemplo, ela resulta no paradoxo de Berry". Estes autores acrescentam: "Não temos objeções a especificações em linguagem natural em si, desde que haja alguma maneira evidente de traduzi-las para a estrutura formal de Dembski. Mas qual é, precisamente, o espaço de eventos Ω aqui?"

## Críticas
A solidez do conceito de complexidade especificada proposto por Dembski e a validade dos argumentos baseados neste conceito são amplamente contestadas. Uma crítica frequente (vide Elsberry e Shallit) é que Dembski empregou os termos "complexidade", "informação" e "improbabilidade" indiferentemente. Estes números medem propriedades de coisas de tipos diferentes: A complexidade mede o quão difícil é descrever um objeto (tal como uma cadeia de bits), a informação mede o quão próximo de uniforme uma distribuição de probabilidade aleatória está, e a improbabilidade mede o quão improvável é um evento dada uma distribuição de probabilidade.
Dembski frequentemente se esquiva destas críticas respondendo que ele não está "ocupado em oferecer uma prova matemática estrita para a incapacidade de mecanismos materiais gerarem complexidade especificada". Na página 150 de No Free Lunch ele alega que pode demonstrar sua tese matematicamente: "Nesta seção eu apresentarei um argumento em princípio matemático para por que causas naturais são incapazes de gerar informação complexa especificada." Outros indicaram que um cálculo crucial na página 297 de No Free Lunch está errado por um fator de aproximadamente 1065.
Os cálculos de Dembski mostram como uma função suave simples não podem ganhar informação. Daí ele conclui que deve haver um projetista para obter ICE. Todavia, a seleção natural tem um mapeamento de ramificação de um para muitos (replicação) seguido de um mapeamento de poda dos muitos para poucos de novo (seleção). Quando a informação é replicada, algumas copias podem ser modificadas diferentemente enquanto outras continuam iguais, permitindo que a informação aumente. Estes mapeamentos de aumento e redução não são modelados por Dembski. Em outras palavras, os cálculos de Dembski não modelam o nascimento e a morte. Esta falha básica em seu modelo torna todos os cálculos e raciocínios subsequentes de Dembski em No Free Lunch irrelevantes porque seu modelo básico não reflete a realidade. Dado que a base de No Free Lunch depende de um argumento falho, a tese inteira do livro desmorona.
De acordo com Martin Nowak, um professor de matemática e biologia evolucionária em Harvard, "nós não podemos calcular a probabilidade de um olho ter surgido. Nós não temos a informação para fazer o cálculo."
Os críticos de Dembski notam que a complexidade especificada, tal como originalmente definida por Leslie Orgel, é precisamente o que se espera que a evolução darwiniana crie. Críticos defendem que Dembski emprega a palavra "complexo" como a maioria das pessoas empregariam "absurdamente improvável". Eles também alegam que seu argumento é circular: a ICE não pode ocorrer naturalmente porque Dembski a definiu assim. Eles argumentam que para demonstrar com êxito a existência de ICE, seria necessário mostrar que alguma característica biológica tem sem dúvida uma probabilidade extremamente baixa de ocorrer por quaisquer meios naturais que sejam, algo que Dembski e outros quase nunca tentaram fazer. Tais cálculos dependem de uma avaliação acurada de numerosas probabilidades contribuintes, cuja determinação frequentemente é necessariamente subjetiva. Portanto, a ICE no máximo pode fornecer uma "probabilidade muito alta", mas não certeza absoluta.
Outra crítica se refere ao problema dos "resultados arbitrários mas específicos". Por exemplo, se uma moeda for lançada aleatoriamente 1.000 vezes, a probabilidade de qualquer resultado particular ocorrer é de aproximadamente um em 10300. Para qualquer resultado específico particular do processo de lançamento de moedas, a probabilidade a priori de que esse resultado fosse ocorrer e portanto de um em 10300, o que é astronomicamente menor do que o limite probabilístico universal de Dembski de um em 10150. E no entanto sabemos que a probabilidade post hoc de seu acontecimento é exatamente um, já que o vimos acontecer. Isto é semelhante à observação de que é improvável que qualquer pessoa em particular ganhe na loteria, mas a loteria acaba tendo um ganhador; argumentar que é muito improvável que qualquer um jogador ganhe não é o mesmo que provar que há a mesma chance de que ninguém ganhará. Do mesmo modo, argumentou-se que "um espaço de possibilidades está meramente sendo explorado, e nós, como animais que buscam por padrões, estamos meramente impondo padrões, e portanto alvos, após o fato."
À parte de tais considerações teóricas, críticos citam relatos de evidência do tipo de "geração espontânea" evolucionária que Dembski alega que é improvável demais para ocorrer naturalmente. Por exemplo, em 1982, B. G. Hall publicou pesquisa demonstrando que após remover um gene que permite a digestão de açúcar em certas bactérias, essas bactérias, quando cultivadas em um meio rico em açúcar, rapidamente desenvolvem novas enzimas digestoras de açúcar para substituir as que foram removidas. Outro exemplo amplamente citado é a descoberta de bactérias que digerem nylon, que produzem enzimas úteis apenas para digerir materiais sintéticos que não existiam antes da invenção do nylon em 1935.
Outros comentaristas notaram que a evolução por meio de seleção é frequentemente usada para projetar certos sistemas eletrônicos, aeronáuticos e automotivos que são considerados problemas complexos demais para "projetistas inteligentes" humanos. Isto contradiz o argumento de que um projetista inteligente é necessário para a maioria dos sistemas complexos. Tais técnicas evolucionárias podem levar a projetos que são difíceis de entender e avaliar já que nenhum humano entende que compromissos foram feitos no processo evolucionário, algo que imita o nosso pouco entendimento dos sistemas biológicos.
O livro de Dembski No Free Lunch foi criticado por não abordar o trabalho de pesquisadores que usam simulações de computador para investigar o campo da vida artificial. De acordo com Jeffrey Shallit:

O campo da vida artificial evidentemente constitui um desafio significativo às alegações de Dembski sobre a incapacidade de algoritmos evolucionários gerarem complexidade. De fato, os pesquisadores da vida artificial regularmente descobrem que suas simulações produziram os tipos de novidades e complexidade aumentada que Dembski alega que são impossíveis.